# 天主教聖伊納格西奧教區
天主教聖伊納格西奧教區（拉丁語：Dioecesis Sancti Ignatii Velascani）是玻利維亞一個羅馬天主教教區，屬聖克魯茲總教區。
1930年1月27日設立了奇基托斯宗座代牧區，1994年11月3日升為教區。
教區位於聖克魯斯省東部。2004年有教友220,000人（佔轄區總人口89.8%）、廿二個堂區、廿九名司鐸。現任教區主教為嘉祿·斯泰特爾。